# 乐一通秀
動漫主題－電子遊戲主題－ACG專題－模板說明
《樂一通秀》（英語：The Looney Tunes Show）由華納兄弟動畫所製作的喜劇動畫，是《樂一通》近年重新製作的版本，作品中除了原樂一通的眾角色外，更添加獨創角色，如太菲鴨的新女友蒂娜魯索。中国大陆称作《乐一通秀场》，由中央电视台少儿频道播出。

## 登場角色
- 兔巴哥（配音員：美國→Jeff Bergman 台灣→于正昇）
  - 主角，個性諧趣，不同於之前舊版樂一通以地洞為住處，他住在高級社區的獨棟房屋。兔巴哥因為憑著許多親手發明的專利而過著富裕悠閒的生活。
- 太菲鴨（配音員：美國→Jeff Bergman 台灣→魏伯勤）
  - 第二主角，個性自大孤傲又言行荒誕，劇中與兔巴哥同住。與兔巴哥的關係既是朋友又是冤家。目前無業，但在幫助女友完成美髮學院功課中表現出美髮的才能並擁有美髮執照。
- 豬小弟（配音員：美國→Bob Bergen 台灣→劉傑）
  - 兔巴哥與太菲鴨的朋友。個性老實木訥，說話時常會口吃。
- 蘿拉兔（配音員：美國→Kristen Wiig 台灣→謝佼娟）
  - 兔巴哥的女友。比起過去在電影怪物奇兵初登場時成熟穩重的個性截然不同，在本作品的個性開朗聒噪，她瘋狂愛戀兔巴哥及喋喋不休的行為有時讓兔巴哥無法忍受。目前與富有的雙親同住。
- 蒂娜魯索（配音員：美國→Jennifer Esposito（第一季）、Annie Mumolo（第二季） 台灣→魏晶琦）
  - 太菲鴨的女友。個性沉著老成，雖然有時也有怪誕言行但是比太菲鴨還更有理性。目前在影印店上班。她也有修繕房屋的才能。
- 飛飛鼠（配音員：美國→Fred Armisen 台灣→劉傑）
  - 墨西哥裔的老鼠，兔巴哥與太菲鴨的室友(他住在兔巴哥房子裡的鼠洞)。行動敏捷迅速，在市區經營一家披薩餐館與舞蹈教室。
- 躁山姆（配音員：美國→Maurice LaMarche 台灣→孫中台）
  - 兔巴哥與太菲鴨的鄰居。個性粗獷易怒。
- 老婆婆（配音員：美國→June Foray 台灣→魏晶琦）
  - 兔巴哥與太菲鴨的鄰居，曾經是二戰時期的女特務，在執行任務時與崔弟相識。
- 崔弟（配音員：美國→Jeff Bergman 台灣→魏晶琦）
  - 老婆婆的寵物，在二次大戰中他曾經幫助當時身為女特務的老婆婆阻止德軍盜走羅浮宮的藝術品和艾菲爾鐵塔。
- 傻大貓（配音員：美國→Jeff Bergman 台灣→魏伯勤）
  - 老婆婆的寵物，經常追逐崔弟想要吃他。
- 塔斯
  - 怪物狗，會旋轉製造猛烈炫風，曾被兔巴哥與太菲鴨眷養為寵物。

另外，3D版的《威利狼與嗶嗶鳥》、以及樂一通獨創音樂短片「快樂頌時光」則會在動畫的段落中播出。

## 外部連結
- 官方網站
- IMDb網站有關資訊 （页面存档备份，存于）

1. ↑  . tv.cntv.cn.   [2017-08-17]. （原始内容存档于2019-08-30）.